# Paloma de Basilea

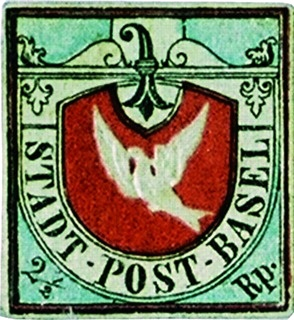
Paloma de Basilea, 1845.

La Paloma de Basilea (en alemán: Basler Taube o en dialecto suizo Basler Däubli) es el nombre que recibe el primer y único sello postal que emitió, en 1845, el cantón suizo de Basilea. En aquella fecha cada cantón era responsable de su propio servicio postal y no había tarifas nacionales unificadas. Basilea fue el último de los tres únicos cantones que emitieron sellos, tras Zürich y Ginebra. La "Paloma de Basilea" se emitió el 1 de julio de 1845 y tuvo validez hasta el 30 de septiembre de 1854, aunque desde el 1 de enero de 1849, con la creación de un servicio postal unificado para toda Suiza, sólo como sello local en Basilea.
El sello tenía un valor de dos rappen y medio (un rappen es la centésima parte de un franco suizo), y fue el primer sello multicolor (blanco, rojo y azul claro), además de llevar la figura de la paloma en relieve, mediante la técnica del cuño seco.
El sello representa una paloma mensajera blanca volando con una carta en el pico, dentro de un escudo rojo enmarcado por las letras STADT-POST-BASEL (Correo urbano de Basilea). El sello fue diseñado por el arquitecto Melchor Berri pero lo fabricó la compañía alemana Krebs con sede en Fráncfort del Meno. Existe también un sello de color rojo, verde y negro que se emitió como ensayo sin validez postal.